# Pseudectobia luneli
Pseudectobia luneli är en kackerlacksart som först beskrevs av Henri Saussure 1868.  Pseudectobia luneli ingår i släktet Pseudectobia och familjen småkackerlackor. Inga underarter finns listade i Catalogue of Life.